# Nout Visser
Nout Visser (Den Haag, 2 februari 1944 - 22 september 2018), is een Nederlandse beeldhouwer.

## Leven en werk
Visser studeerde schilder- en tekenkunst aan de Koninklijke Academie van Beeldende Kunsten in Den Haag. Hij hield zich voornamelijk bezig met het vervaardigen van monumentale kunst in opdracht en werkte met de materialen graniet, staal, baksteen en bomen. Zijn vrije werk bestond uit teken- en schilderkunst. Met Martin Sjardijn richtte hij in 1973 de 'Werkgroep Speelbouw' op. Sinds 1974 was hij begeleider aan de Vrije Academie in Den Haag en vanaf de jaren '90 was hij docent beeldhouwkunst in het Haagse kunstencentrum het Koorenhuis.
Centraal in zijn werk stond de interactie tussen omgeving en kunst; hij vond zijn inspiratie in de natuur en de cultuur. Zijn werk gaat soms over het conflict tussen beide en soms over het samengaan. Visser heeft kunstwerken in de openbare ruimte van vele steden in Nederland gerealiseerd.

## Werken (selectie)
- Windroos, hoek Huis te Landelaan/Generaal Spoorlaan, Rijswijk (Zuid-Holland)
- Compositie, Twickelstraat in Den Haag
- Aarboom, Van Alkemadelaan in Den Haag
- Objecten met keien (1980), Slachthuislaan in Den Haag
- Zonder titel (1986), Houtwal in Zutphen
- Poorten (1986), buurtpark Kortenbosch in Den Haag
- Obelisk (1988), Bisonspoor in Maarssen. Verwijderd in 2020
- Zonder titel (1990), Giessenlanden
- Zonder titel (1993)[4], Zaanstad
- Zonder titel (1995), Helmhout in Joure
- Cultuur Natuur (1996), Otterlaan in Veenendaal
- Zonder titel (2004), spantenbeeld en brug in Soest
- Scheepswrak (2007)[5], Almere
- Schaduwbeeld (2008), oever van de Hollandse IJssel in Capelle aan den IJssel
- Beelden aan de Hofstedering (2008), Hofstedering in Soest
- Spantenbeeld (20??), Hofstedering/Herderstaf in Soest
- Zonder titel (2010), Visarendenhorst in Lelystad

## Fotogalerij

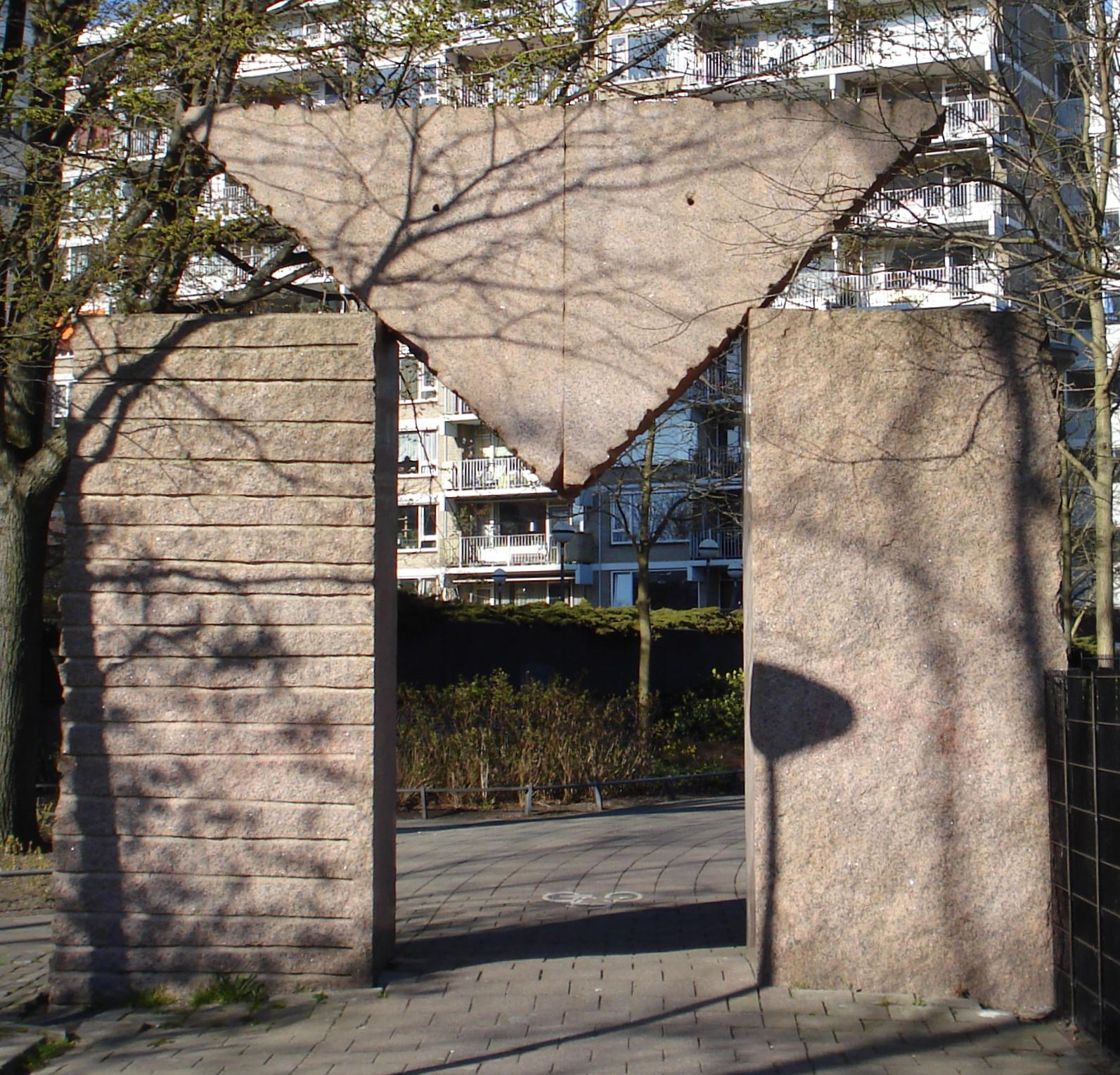
Poort 1 in Den Haag
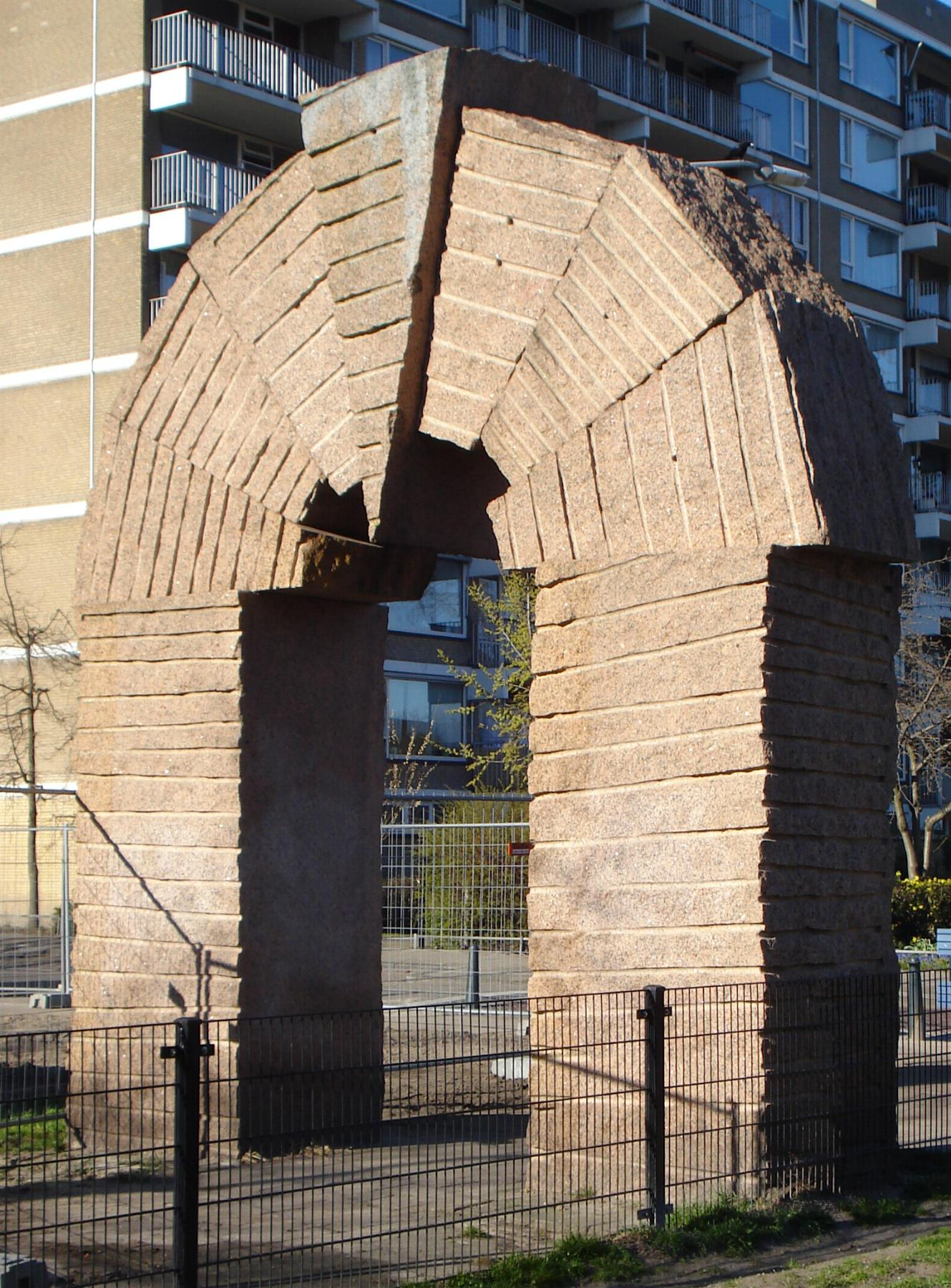
Poort 2 in Den Haag
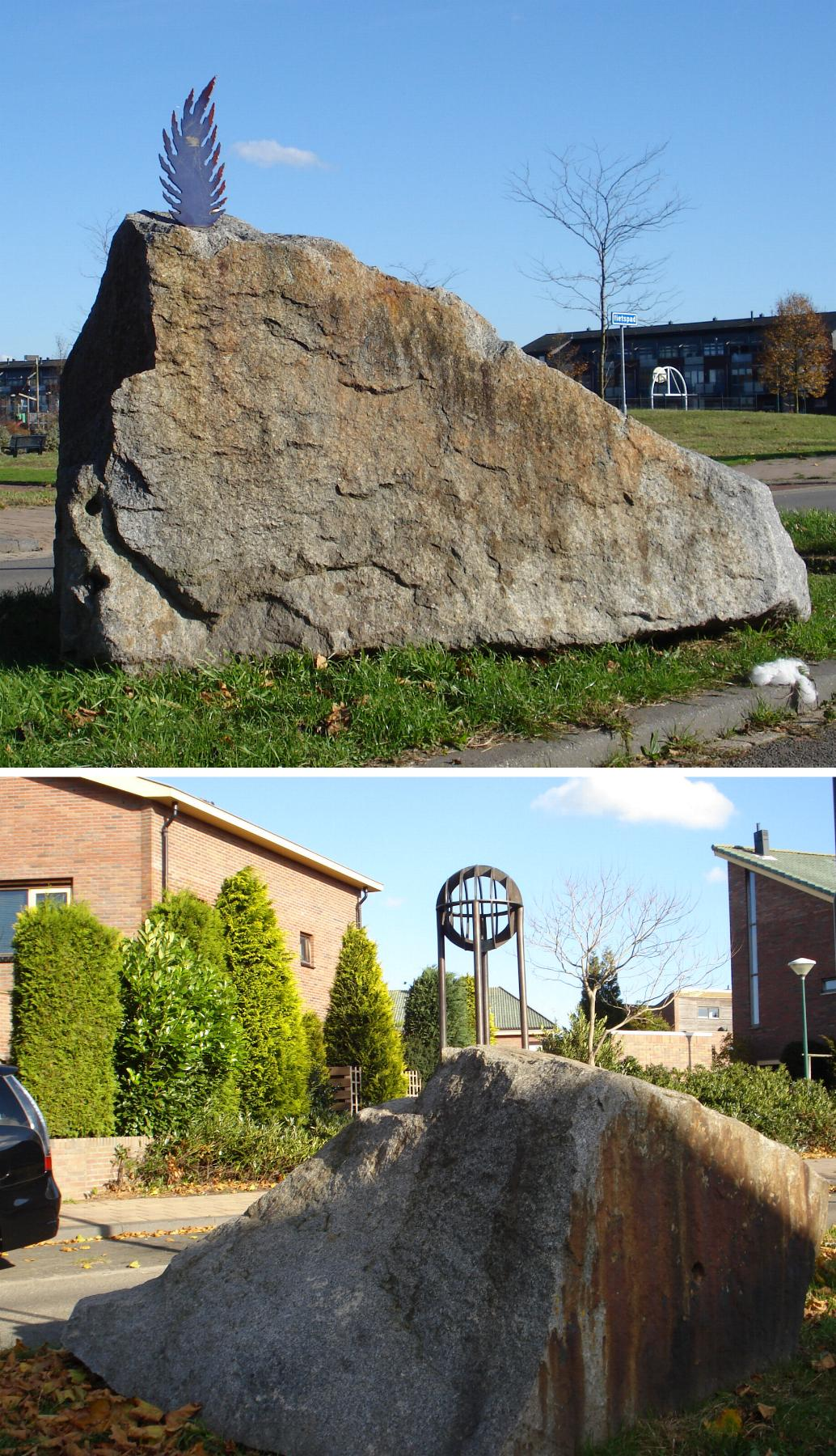
Beelden aan de Hofstedering, Soest
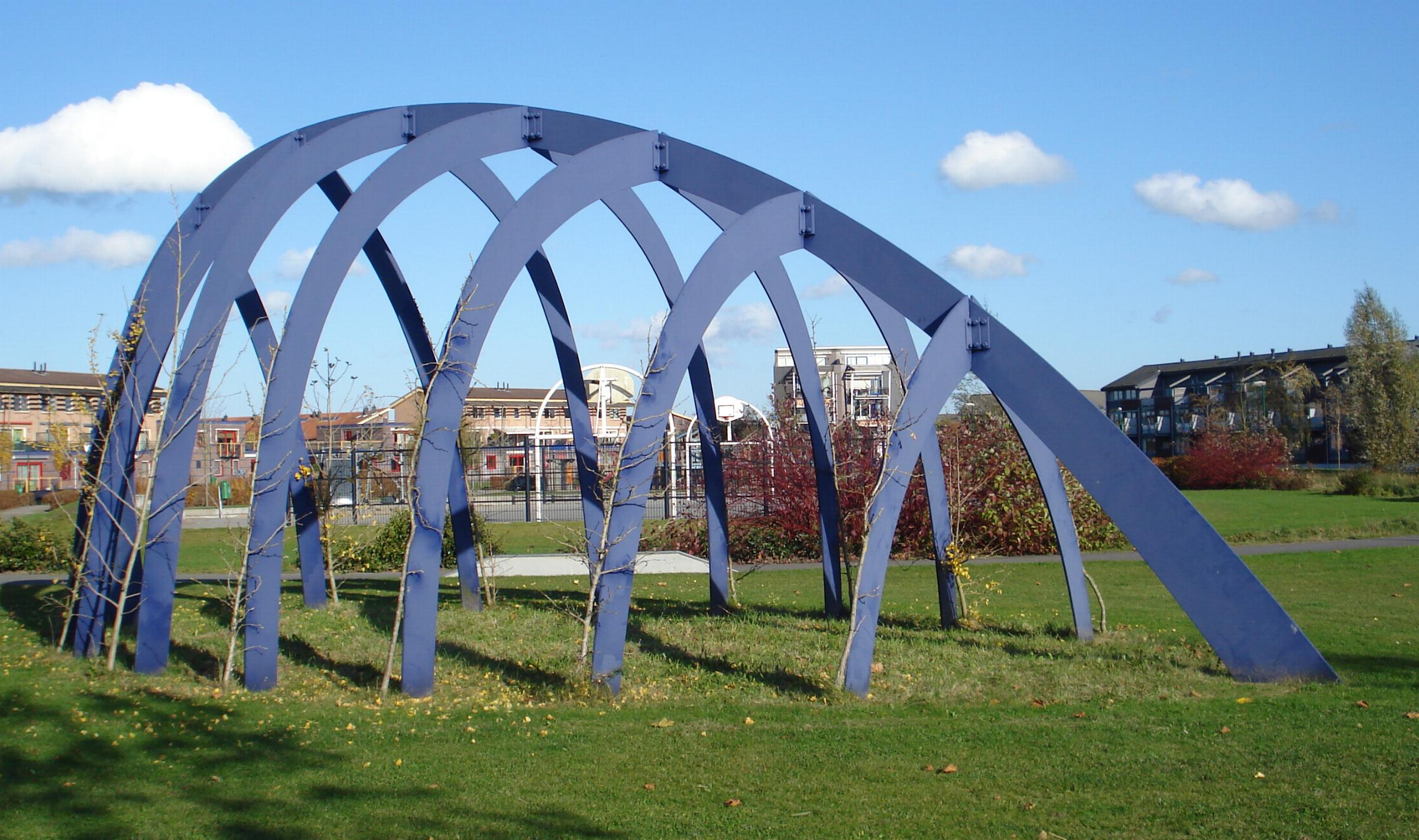
Spantenbeeld, Soest
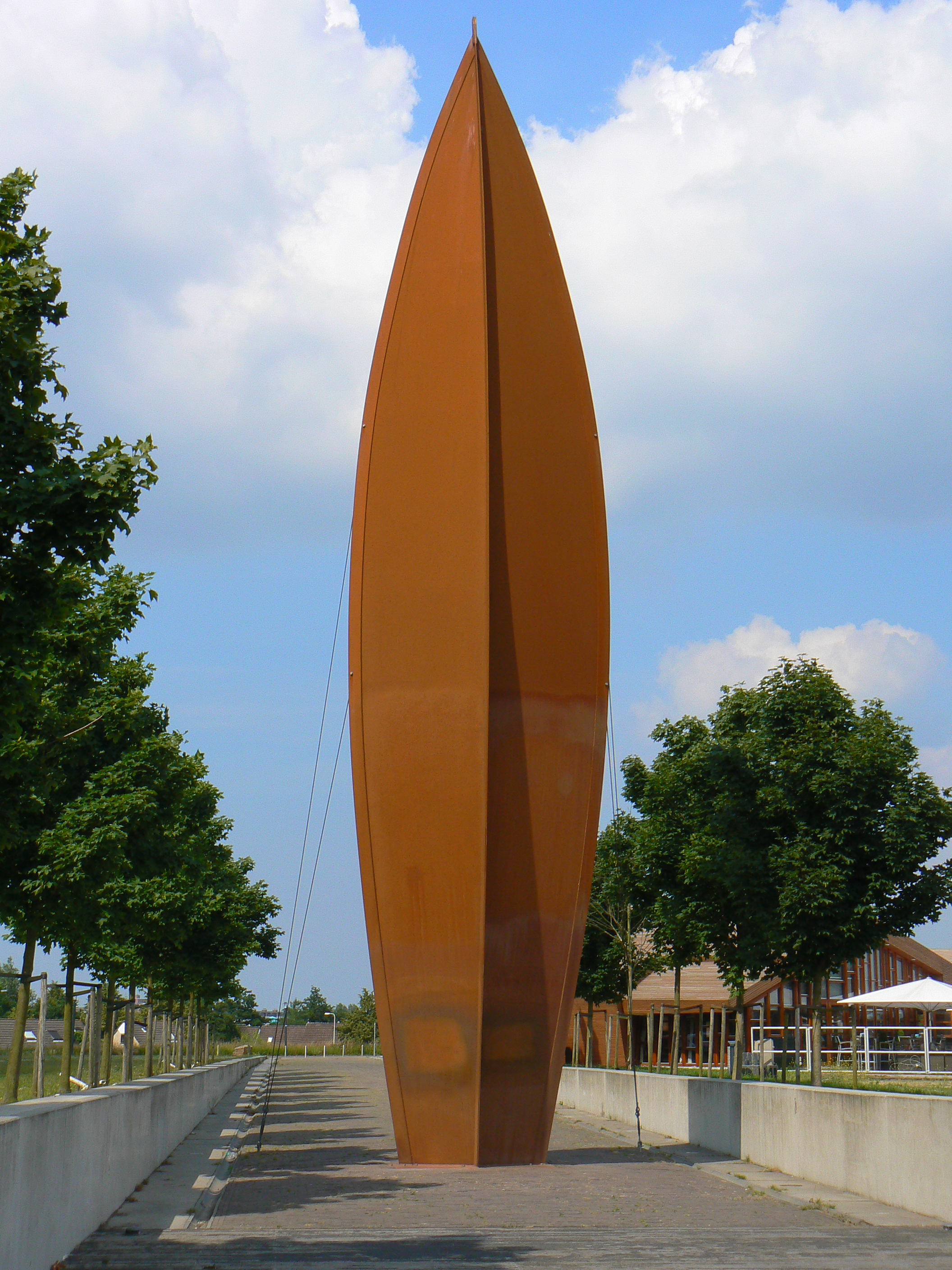
Schaduwbeeld in Capelle aan den IJssel
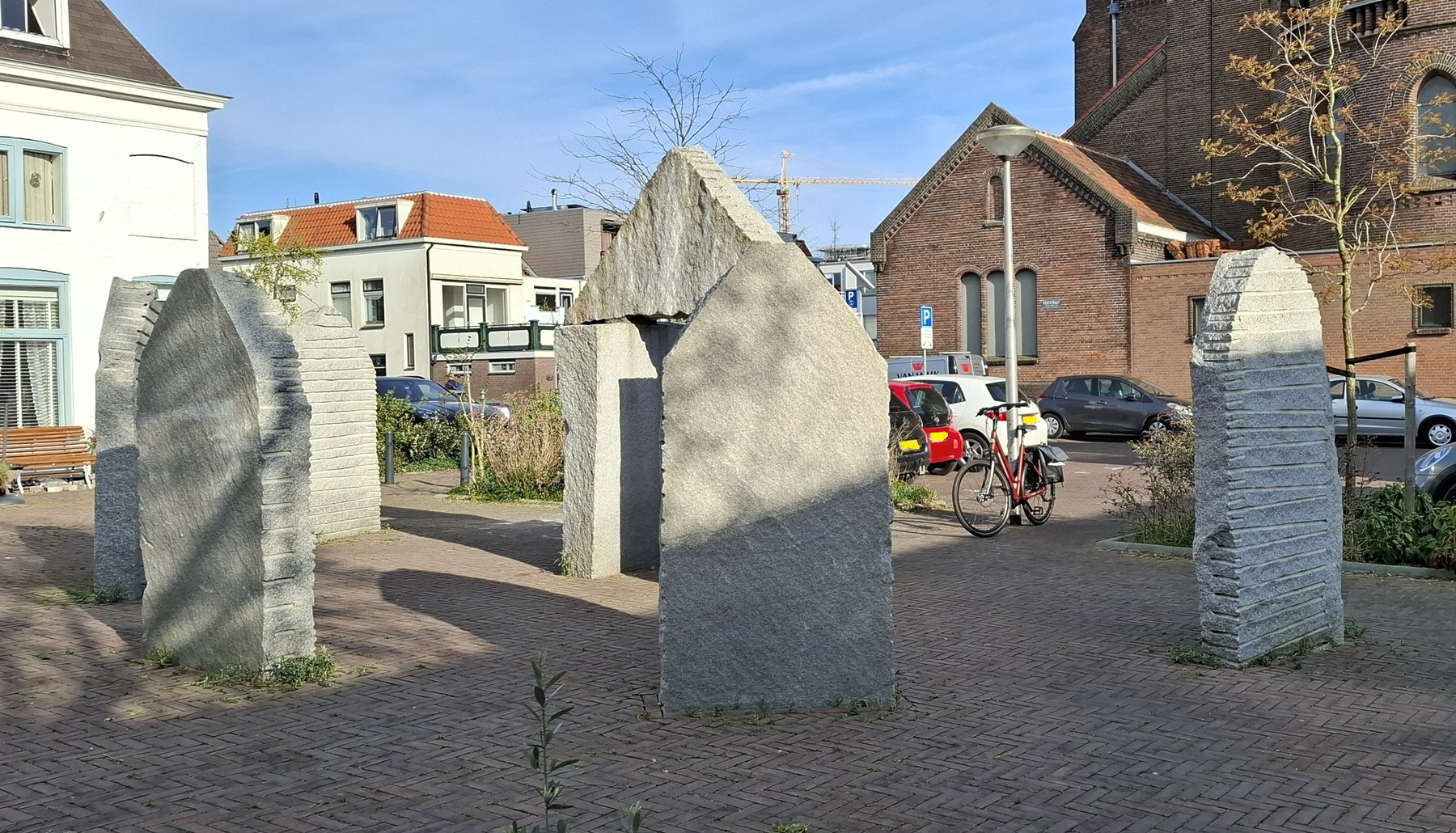
Stonehenge in Delft